# Intelectual

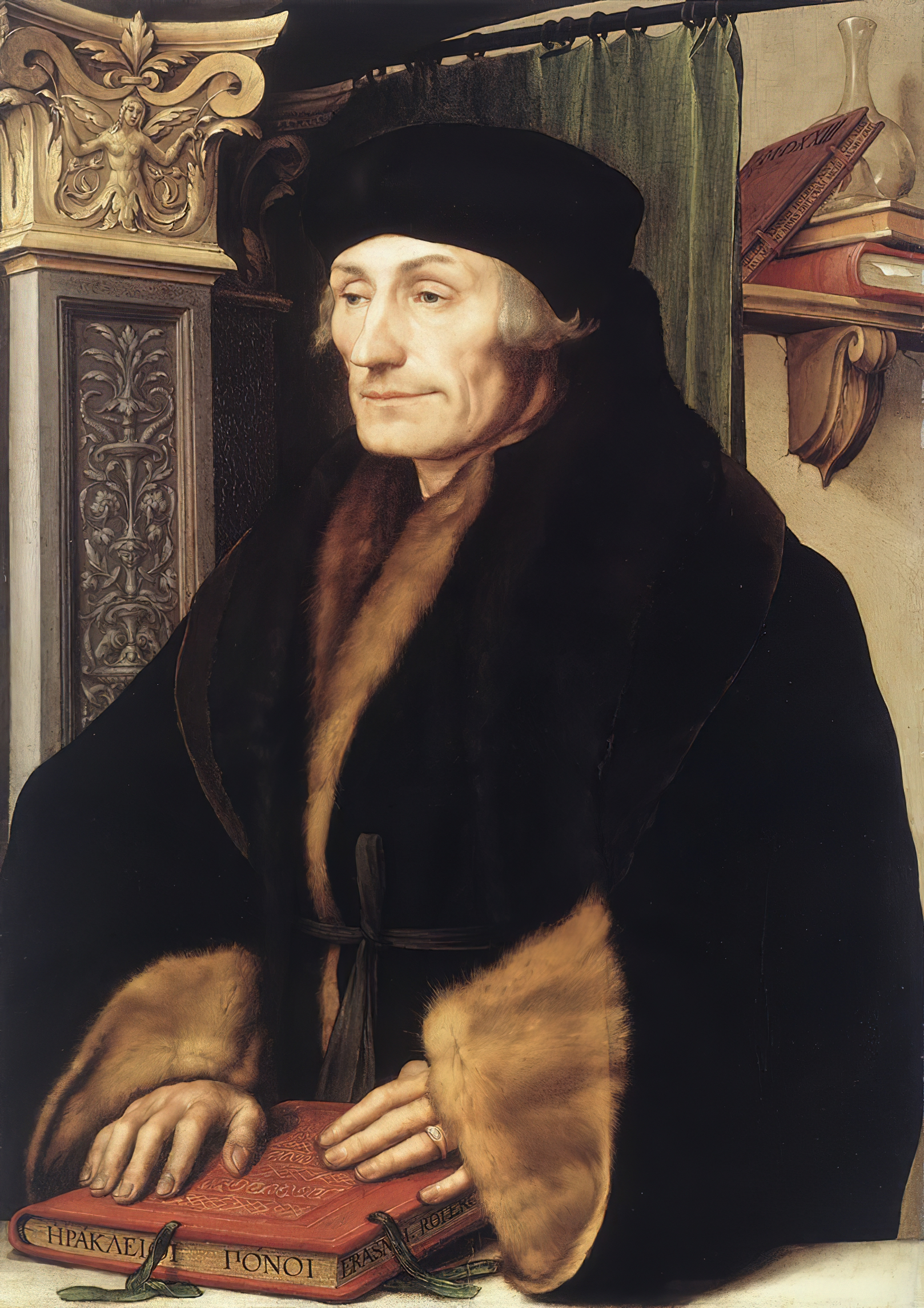
Erasmus din Rotterdam a fost unul dintre cei mai de seamă intelectuali ai timpului său

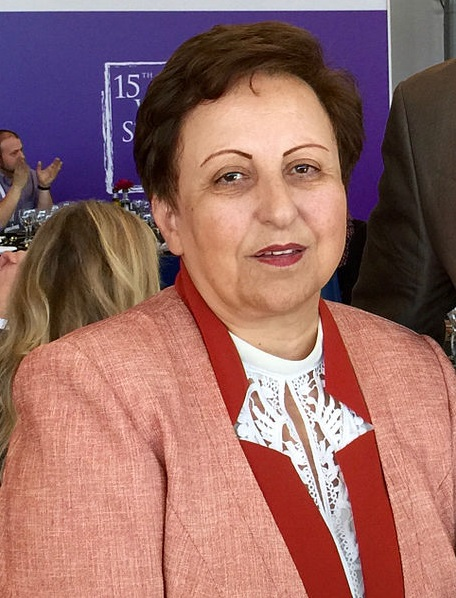
Revista Foreign Policy a numit-o pe avocată Shirin Ebadi o intelectuală importantă pentru pentru munca ei de protejare a drepturilor omului în Iran.

Un intelectual este o persoană care se angajează în gândire critică, cercetare și autoreflecție pentru a avansa discuțiile despre subiectele academice. Aceasta implică adesea publicarea de lucrări destinate consumului publicului larg, care adaugă profunzime problemelor care afectează societatea.
Poate să includă, de asemenea, abordarea directă a problemelor societale și propunerea de soluții pentru problemele normative ale societății, devenind un intelectual public.:433:1 Intelectualul public poate să creeze sau să mediatizeze cultura participând la politică, fie ca să apere o propunere concretă sau ca să denunțe o nedreptate, de obicei fie prin respingerea, producerea sau extinderea unei ideologii, și prin apărarea unui sistem de valori.:10

## Percepție curentă
Sociologic, un intelectual apare ca o persoană cu un înalt nivel cultural și/sau științific, a cărei îndeletnicire comportă în mod esențial o activitate cu mintea (spre deosebire de îndeletnicirile cu brațele) în domeniul literaturii, artei sau științei. Dispunând de capacitate de analiză, sinteză și abstractizare, el cercetează ideile, fenomenele și evenimentele socio-politice, ajungând la concluzii care pot influența structura și evoluția acestora.

## Socio-politic
Istoric și academic, definiția uzitată a intelectualului este însă una socio-politică și culturală: omul de litere, artistul sau omul de știință care, sprijinindu-se pe cunoașterea sa, resimte datoria morală de a se angaja și în viața publică, în administrarea Cetății, prin opinii ferme, militantism, elaborarea de teorii cu aplicare la praxis, ori printr-o participare directă în poziții de guvernământ sau administrație (vezi noțiunea de "angajare").
Potrivit faimoasei definiții a lui Jean-Paul Sartre, intelectual nu este acela care scrie cărți sau își trece timpul cu preocupări intelectuale, ci acela care, părăsind universul livresc, intră direct în viața publică și "se amestecă în treburile care nu-l privesc" (J.-P. Sartre, Plaidoyer pour les intellectuels, ed Gallimard, 1972, p. 12). Noțiunea de intelectual și aceea de angajare au o ființă istorică recentă, ele debutând abia în 1898, odată cu articolul "J'accuse!", cunoscutul protest public al lui Émile Zola în "Afacerea Dreyfus". Definiția intelectualului este una socio-politică, "intelectual" și "angajat" fiind noțiuni sinonime și corelative. (Ea nu are nici o legătură cu reprezentarea termenului în vulgată: intelectualul ca simplă persoană cu o diplomă universitară.)

## Rolul intelectualului
În ciuda reperelor și posibilităților de judecată, intelectualii au putut avea în istorie atitudini surprinzătoare, care au mers de la critica radicală sau acomodarea neutră, până la pactizarea totală cu regimuri totalitare. Aparent amorale sau cinice, aceste poziții se pot explica în raport cu cele două atitudini principiale ale intelectualului față de un sistem istoric constituit.

## Tipologie morală:intelectualul criticșiintelectualul organic
Potrivit unei distincții operate pentru prima dată de Gramsci, prin poziția lor față de epocă se pot detașa în general două tipuri de intelectuali, având două atitudini perfect distincte: "intelectualul critic", care respinge realitatea imediată și are drept unic criteriu de judecată universalul, și "intelectualul organic", care aderă la realitate și propune un număr de criterii și necesități conjuncturale. Aceste opțiuni se reflectă direct în angajările lor.
Intelectualul critic sau universalist postulează refuzul alăturării de orice sistem de putere constituit (structuri statale, religioase, ideologice, de guvernământ etc.), de a susține sistemul sau de a participa la el în orice fel, chiar atunci când acțiunile lui ar sluji binele. Pentru el, rolul instanței gândirii este acela de a fi indiferentă sau în opoziție declarată față de Principe. Regimurile, structurile constituite sau spiritul timpului nu trebuie flatate, chiar și atunci când ar fi îmbrățișate de majoritatea indivizilor. Ceea ce-i rămâne prin urmare este fie calea abstragerii din secol, a ignorării istoriei și imperativelor timpului său, refuzînd de plano angajarea ca fiind neesențială în raport cu ideile sau cu arta sa (aceasta este poziția instanței "clericale" absolute a intelectualului, susținută de Julien Benda), fie calea "intervenționistă", a unei continue vigilențe critice în raport cu Puterea și cu spiritul timpului său (activismul civic etc.). Pentru intelectualul critic, singurul criteriu care ar trebui să ne orienteze judecata este exemplaritatea universalului și demnitatea individuală. Doar un set de valori universale (Adevăr, Bine, Frumos, Dreptate, conștiință rațională, științificitate, raționalitate logică și experiment) trebuie să determine analiza, discernământul, atitudinea sau normele noastre de judecată. Reperele fiind universale, din ele decurg în mod necesar conștiința critică, morală, socială sau istorică a individului.
Intelectualul organic sau "specific" (cf. Foucault) postulează necesitatea ca aceste criterii ale universalului să fie subsumate unui număr de necesități și opțiuni normative, impuse de imperativele epocii. Acestea îl pot determina să susțină formal o cauză sau un sistem de credințe, sau chiar să profeseze înregimentarea în sistemul constituit, indiferent de caracterul democratic sau autoritar al acestuia. Deși valorile universale sunt importante, intelectualul organic afirmă că decisivă este concretizarea acestor abstracțiuni, aplicarea lor imediată pentru binele individului istoric. Esențiale nu devin așadar "binele", "adevărul", "progresul" în general, ci ceea ce pot însemna acestea pentru noi, măsura în care ele pot fi instituite sau augmentate; nu o descoperire științifică, ci valoarea ei de utilitate; nu elaborarea și valorizarea sensurilor, ci valoarea și funcția lor pentru individ. Astfel, un adevăr devine important numai în măsura în care el este adevăr-pentru-noi, prin caracterul său procesual în raport cu binele public. Acest amoralism, care poate însemna că un rău evident contra individului poate reprezenta un bine necesar pentru societate, a determinat tăcerea sau complicitatea intelectualului organic față de caracterul criminogen al unor regimuri autoritare. Opțiunea morală abstractă, exemplaritatea singulară de a face opoziție unui regim politic sunt pentru el alegeri cu totul secundare. Esențial este felul cum poate fi ajutat un regim să instituie un bine social pentru cel mai mare număr, în raport cu imperativul progresului. Renunțând la criterii de judecată fundamentale, precum universalitatea, principiul realității sau primatul certitudinii raționale, intelectualul organic este un om de credință, cineva care își pune speranțele într-un sistem ideatic promițând o soteriologie generală. Acțiunile acestui tip de intelectual, care au provocat adesea perplexitate, se explică prin acest tip de valorizare simplă dar coerentă. Ele nu țin de obnubilare sau de eroarea istorică, ci de o alegere conștientă și asumată.